# Fränkische Passionsspiele Sömmersdorf

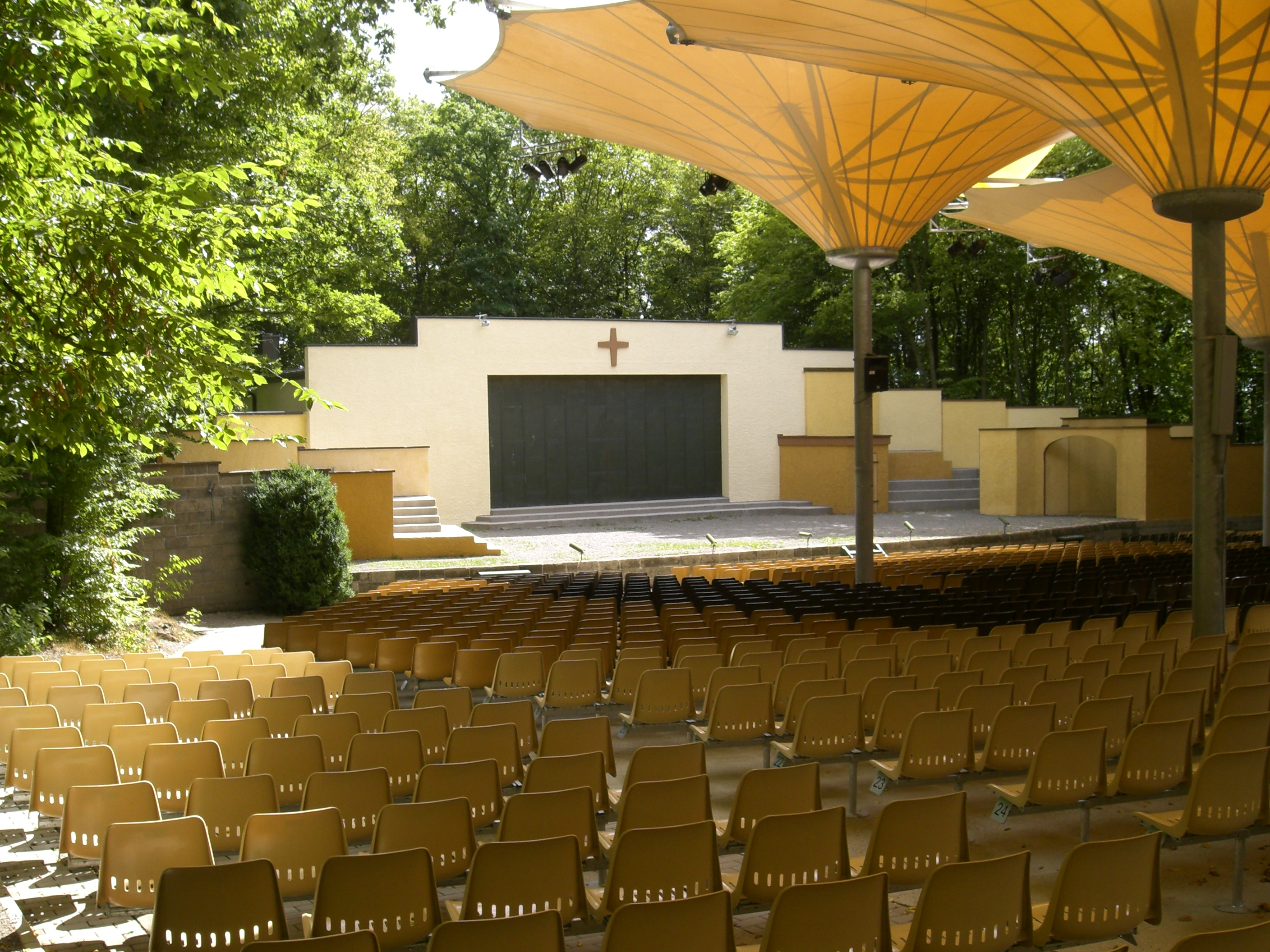
Bühne der Passionsspiele Sömmersdorf

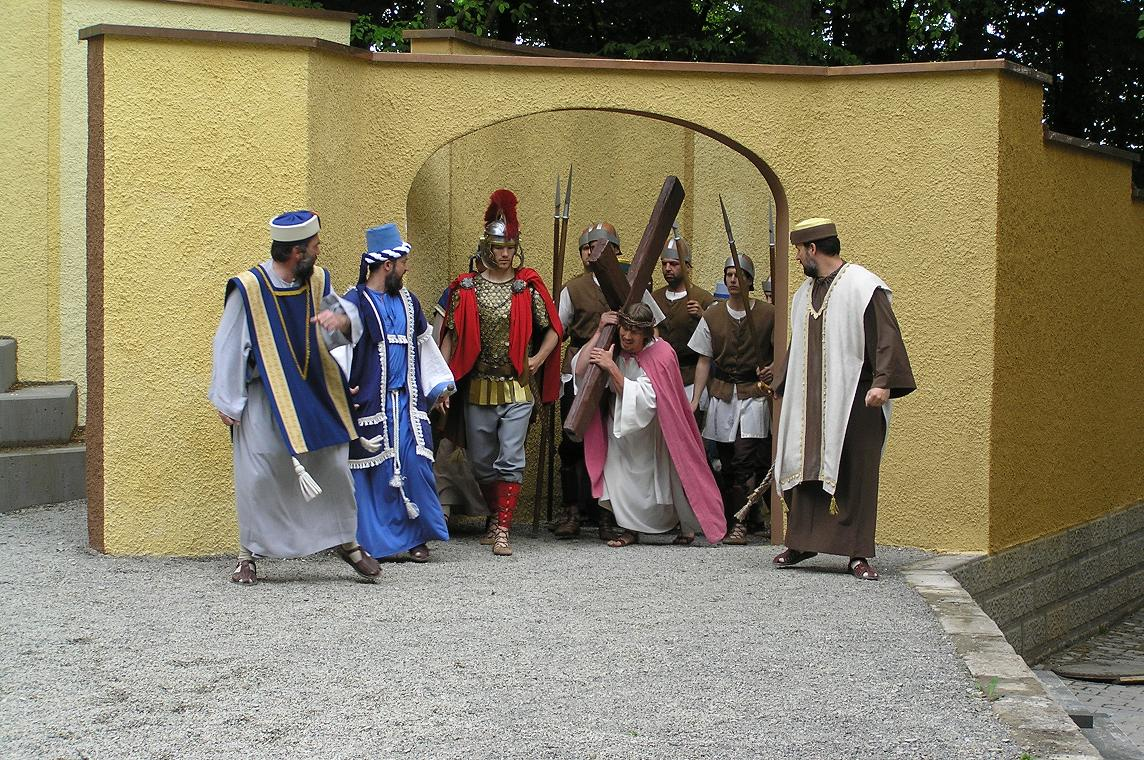
Szene: Jesus auf dem Weg zur Kreuzigung

Die Fränkischen Passionsspiele werden alle fünf Jahre im unterfränkischen Sömmersdorf bei Schweinfurt aufgeführt. Die Passionsspiele in Sömmersdorf haben von den fränkischen Passionsspielorten die längste Tradition. Sie sind Teil von Europassion, einer Vereinigung der meisten europäischen Passionsspielorte.

## Geschichte
Das Heilige Jahr 1933 zur Erinnerung an das Leiden und Sterben Jesu vor 1900 Jahren gab den Anstoß für die erste Aufführung der Fränkischen Passionsspiele in Sömmersdorf am 21. Mai 1933. Die Initiative zur Passionsspielaufführung ging zurück auf die Aktivitäten des Lehrers Guido Halbig und des örtlichen Männergesangvereins, den er leitete. Für die ersten beiden Aufführungsjahre 1933 und 1934 wurden 14.000 Besucher gezählt. Die Aufführungen konnten ab 1935 zunächst nicht weitergeführt werden, da die Reichstheaterkammer keine Genehmigung für die nächste Spielzeit erteilte.
Nach dem Zweiten Weltkrieg begannen 1950 wieder örtliche Vereinsaktivitäten, sodass 1957 und 1958 wieder Passionsaufführungen mit insgesamt 40.000 Besuchern stattfinden konnten. Weitere Passionsspiele wurden in den Jahren 1961, 1967 und 1968 aufgeführt. Ab dann wurde in den bis heute geltenden regelmäßigen Rhythmus von fünf Jahren übergegangen.
Dorflehrer Guido Halbig leitete die Spiele bis 1983. Danach führte Paul Sonnendrücker aus Straßburg mit Barbara Zorn aus Bad Schwalbach Regie bei der Sömmersdorfer Passion. Von 1998 bis 2008 lag die Regie in den Händen von Barbara Zorn. Mit der kompletten Neuinszenierung im Jahr 2013 wurden die Theaterpädagogin Marion Beyer und der Kultur- und Theaterpädagoge BuT Hermann J. Vief aus Coburg als neue Regisseure eingeführt.
Das Spiel wird inhaltlich immer weiterentwickelt, sodass sich auch die Zahl der Mitspieler erweiterte. 1933 und 1934 waren 70 bzw. 75 Mitspieler beteiligt. 1958 waren es 120 und bis 2003 stieg die Zahl auf 320 Mitspieler. Dazu kommen etliche Helfer im Umfeld, die die Einweisung des Besucherverkehrs, die Kasse und die Besucherbetreuung übernehmen. Die weiteren örtlichen Vereine organisieren die Verpflegung der Besucher.
Etwa 400 der ca. 640 Ortseinwohner wirkten 2013 bei den Aufführungen mit. Zuletzt besuchten ca. 32.000 Zuschauer die Aufführungen. In der 80-jährigen Geschichte haben insgesamt mehr als 330.000 Menschen den Weg nach Sömmersdorf gefunden.
Schirmherr der Spiele war 2008 und 2013 Bischof Friedhelm Hofmann aus Würzburg. Seit der Passion 2018 ist Bischof Franz Jung (Bischof) Schirmherr der Passionsspiele.
Coronabedingt wurden die nächsten Fränkischen Passionsspiele um ein Jahr nach hinten auf 2024 verschoben. 
Gegen die Aufführung der Fränkischen Passionsspiele 2024 klagte ein Anwohner wegen Verstoßes gegen das Immissionsschutzgesetz.

## Passionsgarten, Spiritueller Weg und Passionsmuseum
In der Ortsmitte, am Passionsweg zwischen Freilichtbühne und der Pfarrkirche, wurde 2008 der Passionsgarten angelegt. Entstanden ist eine Ruhezone, in der eine Dauerausstellung unter freiem Himmel die Geschichte des Geistlichen Spiels und der Passionsspiele Sömmersdorf beleuchtet. Auf Informationstafeln erhält der Besucher einen Einblick in die Tradition christlicher Darstellung und christlichen Schauspiels. Pflanzen mit biblischem Bezug umrahmen das Gelände.
Wer als Besucher die örtlichen Passionsspiele erlebt hat und wer das Geschehen der Passionsgeschichte im Laufen verarbeiten möchte, kann dies als Spaziergänger oder Wanderer auf dem Spirituellen Rundweg tun. Auf zwei markierten Routen werden an verschiedenen Stationen Impulse zum Nachdenken gegeben, u. a. zur Thematik der Passion in der heutigen Zeit.
In der Dorfmitte in der ehemaligen Schule wurde das Passionsmuseum eingerichtet. Das Gebäude wurde mit großer Eigenleistung der Dorfbevölkerung saniert, das Nebengebäude mit einem modernen Ausstellungsraum versehen. Zu sehen ist eine Ausstellung über die Passionsspiele des 20. Jahrhunderts. Die Dauerausstellung ist bestückt mit Filmen der Sömmersdorfer Passionsspiele, mit historischen Dokumenten, Plakaten und Entwürfen von Bühnenbildern. Erhalten sind zudem alte Kostüme und das Holzkreuz der ersten Aufführung 1933.

## Auszeichnungen
- 2017: Heimatpreis Bayern für den Förderverein[4]
- 2020: Bayerisches Landesverzeichnis des UNESCO-Übereinkommens zur Erhaltung des immateriellen Kulturerbes[5]
- 2020: Deutschen Amateurtheaterpreis „amarena“ 2020 in der Kategorie „Theater ist Leben“[6]

## Weitere Inszenierungen
- 2011: Don Camillo und seine Herde
- 2016: Don Camillo und das rothaarige Mädchen
- 2022: Robin Hood – Eine Legende